# Stare Łozice
Stare Łozice [ˈEstrellaɛ wɔˈʑél͡sɛ] (alemán Althütten) es un pueblo ubicado en el distrito administrativo de Gmina Bobolice, dentro del Condado de Koszalin, Voivodato de Pomerania Occidental, en el norte de Polonia occidental. Se encuentra aproximadamente a 6 kilómetros al suroeste de Bobolice, a 39 kilómetros al sureste de Koszalin, y a 141 kilómetros al noreste de la capital regional Szczecin.
Antes de 1945, el área fue parte de Alemania. Para la historia de la región, vea Historia de Pomerania.
El pueblo tiene una población de 30 habitantes.